# دبلجة

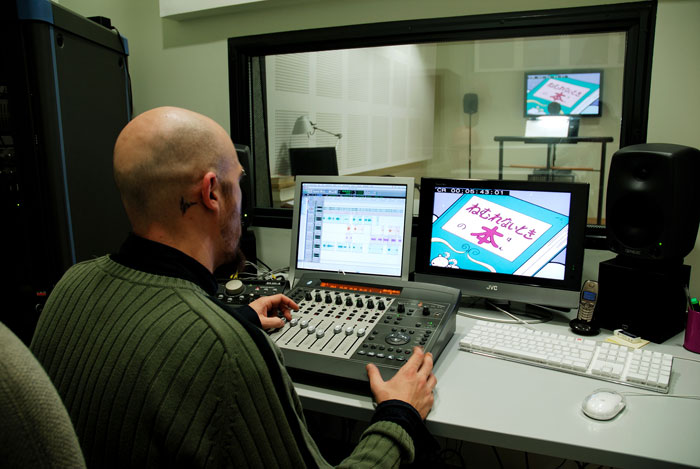
ستوديو الدبلجة أثناء العمل.

دبلجة أو تَلْسِين (بالفرنسية: Doublage) (بالإنجليزية: Dubbing) مصطلح تلفزي يُستخدم عند القيام بتركيب أداء صوتي بديل للنص الأصلي بلغة أُخرى لإنتاجاتٍ تلفازية؛ كالمسلسلات والأفلام والأفلام الوثائقية والرسوم المُتحركة.
والكلمة أصلها فرنسي من كلمة «دوبلاج»، وقد شاع استخدامها الآن. وعندما نقول (الفلم المدبلج) بدل (الفلم المعرَّب)؛ فلأن الدبلجة تُستخدَم لإضافة أي لغة من اللغات وليست مقصورة على اللغة العربية، فهي المصطلح العملي المناسب. وأما البديل العربي لها «التلسين»[بحاجة لمصدر] فهو من جعل لغة نص ما بلسان آخرَ غير اللسان الذي أُدِّيَ به أولًا. وتعد مهنة الدبلجة (أداء الدُّوبلاج) أصعبَ من التمثيل العادي المعروف بتجسيد الشخصيات، فإن الفنان الذي يقوم بالدبلجة يبذل جهدًا أكبر في تجسيد أداء الممثل وإحساسه وانفعاله بصوته فقط.

## عملية الدبلجة
تجري عمليات الدبلجة في إستديو مع وسائلَ لعرض المادة المصوَّرة. ثم يؤدي ممثلون متخصِّصون أصواتَ الشخصيات المصوَّرة في الفِلم أداء مطابقًا للصورة، مع مراعاة حركات الشفاه، وزمن الكلمات. وللترجمة أهمية كبيرة في عمليات الدبلجة، فعلى المترجم للنص ابتداء اختيارُ عبارات تناسب طول الجمل التي ينطِقُ بها الممثل الأجنبي بلغته، واستخدام كلمات تطابق قدر الإمكان حركات الشفاه وتُحاكيها، حتى يكون الأداء متطابقًا أو قريبًا.

## مزايا الدبلجة
من أهم مزايا الدبلجة اختراقُ حاجز اللغة لفهم مشاعر الممثلين في الفلم أو المسلسل؛ لأن الجيد من الدبلجة يراعى التفاصيل، ممَّا يعطي المشاهد الفرصة للانفعال مع الأحداث الغريبة عن بيئته الأصلية، وتحقيق متعة التواصل مع مجتمع جديد ومختلف عن مجتمعه.

## الدبلجة في العالم العربي
دخل فن الدوبلاج العالم العربي منذ منتصف الأربعينيات، حين كانت دول المغرب العربي تعمل على دبلجة جميع أفلام هوليوود إلى اللغة الفرنسية، بسبب استيراد معظم الأفلام عادة من موزعين فرنسيين. أما في المشرق العربي فمنذ بداية الثمانينيات شرعت محطات التلفزة بدبلجة أفلام ومسلسلات الأطفال باللغة العربية الفصحى في الكويت والأردن. وأُنشئ مركز الزهرة في سورية لدبلجة مسلسلات الكرتون والأنمي، وكانت أعمال هذا المركز حينئذٍ تشتريها القنوات العربية الحكومية في عقد الثمانينيات والتسعينيات.
ومع بداية الثمانينيات ومع تطور وغزارة الإنتاج الهوليودي للأفلام، وما تبعه من اهتمام المشاهد العربي به، شرعت الكثيرُ من شركات الإنتاج العربية بترجمة الأفلام ترجمة احترافية دون المساس بالمادَّة المدبلجة. ومنذ منتصف التسعينيات تمت دبلجة جميع أعمال شركة والت ديزني بالإستديوهات المصرية وباللهجة المصرية. أما في العقدين الأخيرين فظهرت الدراما المكسيكية والتركية مدبلجةً باللهجة السورية، تلاها الدراما الكورية والدراما الهندية.

## ممثلو الدوبلاج
اشتهر كثير من الفنانين العرب بأداء فن الدوبلاج منهم: 
- جهاد الأطرش من لبنان، اشتهر بدور دايسكي جريندايزر الدوق فليد.
- سامي كلارك من لبنان، مطرب ومدبلج قام بغناء شارة جريندايزر.
- زكي إبراهيم الحمصي من سورية، قام بدور جيمي شكرابورتي في فلم راقص الديسكو وله أعمال شعرية والبرنامج الرمضاني نفحات إيمانية.
- إياس أبو غزالة، من سورية.
- باسل الرفاعي من سورية، أدى أعمال دوبلاج في مسلسلات تركية وأهمها دور عثمان.
- رشيد علامة
- رائد مشرف.
- أشرف الشعشاع.
- قصي قدسية.
- خالد مولوي.
- طه العبد ممثل صوت وشاعر من  فلسطين (يقيم في لبنان) ومن أشهر الأعمال التي اأداها بصوته جون سيلفر في فيلم كوكب الكنز، وسكنر في فيلم رتاتوللي الفأر الطباخ بنسختيهما الفصحى وهما من انتاج ديزني  كما أدى صوتي باديامون وكيدامن في مسلسل يوسف الصديق والكثير من الاعمال الدرامية والكرتون والوثائقيات.

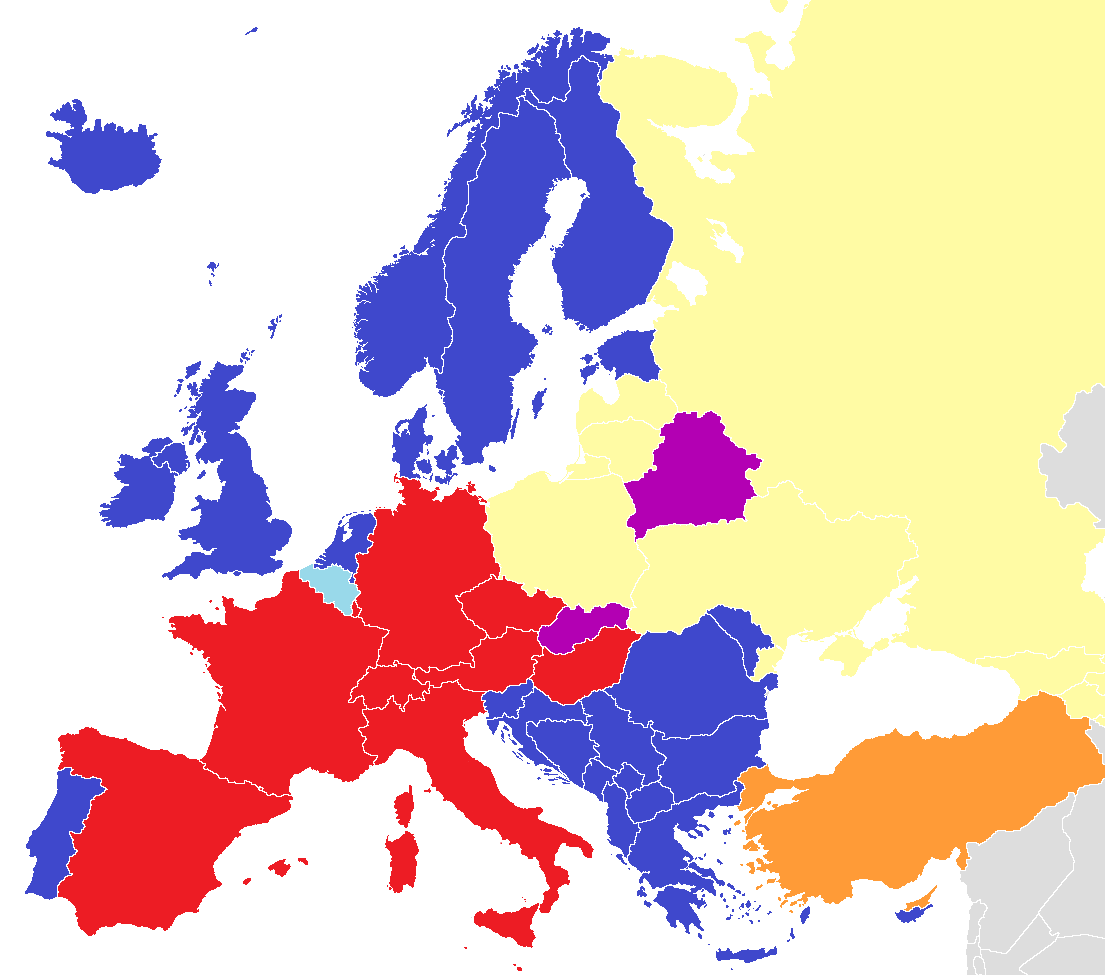
تستخدم هذه البلدان الدبلجة لأطفال فقط أو تكتفي بالترجمة
تستخدم هذه البلدان أحيانا طاقم عمل كامل لدبلجة أو تكتفي بالترجمة لا غير
تستخدم هذه البلدان عادة صوت واحد أو صوتان لتأدية أصوات الممثلين بالرغم من سير مؤثرات الفيلم واصوات الممثلين الاصليين
تستعين هذه البلدان بطاقم كامل خاص لدبلجة الأفلام والمسلسلات التلفزيزنية